# 대한민국 민사소송법 제6조
대한민국 민사소송법 제6조는 국가의 보통재판적에 대한 민사소송법 조문이다.

## 조문
제6조(국가의 보통재판적) 국가의 보통재판적은 그 소송에서 국가를 대표하는 관청 또는 대법원이 있는 곳으로 한다.

## 비교 조문
일본 민사소송법 제4조(보통재판적에 의한 관할) 6. 국가의 보통재판적은, 소송에 관하여 국가를 대표하는 관청의 소재지로 정해진다.

## 참조조문
민사소송규칙 제6조(보통재판적) 법 제3조 내지 법 제6조의 규정에 따라 보통재판적을 정할 수 없는 때에는 대법원이 있는 곳을 보통재판적으로 한다.

국가를 당사자로 하는 소송에 관한 법률 제2조(국가의 대표자) 국가를 당사자 또는 참가인으로 하는 소송(이하 "국가소송"이라 한다)에서는 법무부장관이 국가를 대표한다.[전문개정 2009.1.30.]